# Bernard Davoine
Bernard Davoine , né le 15 janvier 1941 à Quiévy (Nord) et mort le 18 avril 2023 à Loos,, est un homme politique socialiste français.

## Député de la cinquième circonscription du Nord
Bernard Davoine est élu à deux reprises député de la cinquième circonscription du Nord, la première fois en 1993 et la deuxième fois en 1997 en tant que suppléant de Martine Aubry. Cette dernière devenant ministre de l'Emploi et de la Solidarité du gouvernement de Lionel Jospin, il siège alors à l'assemblée nationale jusqu'en 2002.

## Maire de Wavrin
Bernard Davoine est élu maire de Wavrin en mai 1982, à la suite d'une élection municipale partielle, et démissionne de son mandat le 28 septembre 2012 pour laisser place à Romuald Ménégatti, alors cinquième adjoint.